# カレン・ランディス
カレン・ランディス（Cullen Landis、1896年7月9日 - 1975年8月26日）は、アメリカ合衆国の俳優。テネシー州出身。

## 出演作品
- 紐育の灯
- 懦夫奮起せば